# Железнов, Григорий Иванович
Григорий Иванович Железнов (15 (27) января 1822—5 (17) ноября 1853) — русский морской офицер, лейтенант флота, адъютант адмирала Корнилова. Участник Крымской войны.

## Биография
Родился 15 (27) января 1822 года. Происходил из дворян Санкт-Петербургской губернии. Отец — Иван Григорьевич Железнов (1778—1855); мать — Екатерина Михайловна (1793—1831). Его братья: Николай (1816—1877), Михаил (1825—1880), Иван (1835—1901).
Службу начал юнкером в Балтийском флоте. В 1840 году на фрегате «Аврора» плавал с генерал-адмиралом великим князем Константином Николаевичем по Балтийскому морю. В 1841 году был произведён в мичманы.
В 1843 году переведён в Черноморский флот, где в скором времени обратил на себя внимание начальника штаба генерал-адъютанта В. А. Корнилова, который взял его к себе в адъютанты. Одновременно, ему было поручено составление каталогов для Севастопольской библиотеки, заведование модельным павильоном Николаевского адмиралтейства, составление руководства для употребления бомб и действия ими на судах.
В 1852 году был награждён орденом Св. Анны 3-й степени.
До октября 1853 года командовал шхуной «Опыт».
В 1853 году, 5 ноября, сражением между российским пароходом «Владимир» и турецким «Перваз-Бахри» открылись военные действия. В самом начале сражения Железнов стоял на кожухе парохода, вместе с адмиралом Корниловым. Неприятельская картечь попала Железнову в грудь между плечом и шеей, он упал на руки адмирала и через несколько минут скончался. Ему был только 31 год от рождения. В своём донесении императору о происшедшем сражении Корнилов упомянул его: «в этом деле погиб лейтенант Железнов, подававший большие надежды». Адмирал Корнилов говорил о нём: «этот человек во всю службу ни о ком не отозвался дурно», а его бескорыстность даже обратилась в поговорку у его товарищей. За свои достоинства и прекрасное сердце, он был всеобщим любимцем начальников и сослуживцев. Последние открыто заявляли, что гордятся тем, что он им товарищ. По приказу Корнилова имя лейтенанта Железнова было занесено на мраморную доску в церкви кадетского корпуса, «дабы морские офицеры наши с детства привыкли произносить оное с уважением». 
Был похоронен на старом севастопольском кладбище. Могила сохранилась и расположена на главной аллее, ведущей к кладбищенской церкви. Год смерти на камне выбит не правильный — 1854 вместо 1853. В «Некрополе Крымского полуострова» В. И. Чернопятова (1910) был ошибочно назван по фамилии Железняков.